# Verband schweizerischer Arbeiterinnenvereine
Der Verband schweizerischer Arbeiterinnenvereine (SAV) war ein Zusammenschluss der auf Initiative von Gertrude Guillaume-Schack gegründeten lokalen Arbeiterinnenvereine der Deutschschweiz. Das Ziel des Vereins war die Interessenvertretung jener Arbeiterinnen, die nicht von den Branchengewerkschaften vertreten wurden. Die Bedeutung des SAV war eher marginal, dies im Gegensatz zu andern zeitgenössischen Fraueninteressensvertretungen: "Wohlhabenderen Frauen eröffnete sich ein Vereinswesen, das (...) sich ab 1885 auch Dachorganisationen gab."

## Geschichte und Ziele
Gegründet wurde der SAV 1890 als Zusammenschluss der Arbeiterinnenvereine von Basel, Bern, St. Gallen, Winterthur und Zürich. Die erste Präsidentin war Verena Conzett-Knecht.
Der SAV arbeitete hauptsächlich an der Verbesserung der Arbeitsbedingungen und der sozialen Sicherheit ihrer Mitglieder (z. B. bei Krankheit, Mutterschaft oder Arbeitslosigkeit). Tatsächlich waren die damaligen Arbeitsbedingungen insbesondere in der Heimarbeit, im Kleinhandel und bei den Dienstboten, also in Branchen, wo viele Frauen arbeiteten, prekär: Die Arbeitszeiten waren sehr hoch und Schutzbestimmungen fehlten. Dazu kamen die schlechten Löhne. Um 1900 betrug ein Frauenlohn rund 55 % eines Männerlohnes.
Der SAV war politisch sehr progressiv, allerdings war er in seiner Ausrichtung sehr disparat. 1893 forderte er als erste Gewerkschaft vom Bundesrat und Parlament Minimallöhne für Frauen und Männer. Dazu kamen Forderungen nach Bestimmungen zum Schutz gewerblicher Arbeiterinnen und nach kostenlosen Koch- und Fachschulen. Die Arbeiterinnen sollten in die Arbeitslosenversicherung aufgenommen werden. Vom Bund wurde verlangt, dass Näh- und Strickarbeiten im Auftrag des Militärdepartements direkt an die Arbeiterinnenvereine vergeben werden sollten. Hinzu kamen immer wieder Forderungen nach einer verbesserten Bildung für Mädchen und eine allgemeine Verbesserung der rechtlichen Stellung von Frauen.
An ihrer dritten Delegiertenversammlung 1893 bestimmten die Frauen des SAV die politische Gleichstellungen der Frauen in der Schweiz zu einem ihrer obersten Ziele.
Für den Internationalen Arbeiterschutzkongress, der 1894 in Zürich stattfand, verabschiedete der SAV wiederum sehr progressive Forderungen: Einen Schutz für Wöchnerinnen während 8 Wochen, ein Arbeitsverbot für Mädchen unter 15 Jahren, den 9-Stunden-Tag für Frauen und ein freier Samstagnachmittag. Der Arbeiter- und Gewerkschaftsbund übernahm diese Forderungen und integrierte sie 1900 in seine Eingabe an die Bundesversammlung.
1902 formulierte der SAV ein neues Aktionsprogramm:
- Agitation unter den Arbeiterinnen;
- Förderung und Überwachung der Arbeiterinnenschutzgesetze;
- Bildungskurse für Arbeiterinnen,
- Förderung der rechtlichen Stellung der Frau im Allgemeinen;
- Verbesserung der wirtschaftlichen und politischen Stellung der Arbeiterinnen;
- Förderung des Unterstützungswesens bei Krankheit, Alter und Invalidität;
- Einführung der unentgeltlichen Geburtshilfe.

1904 wurde der SAV als Mitglied in den SGB aufgenommen. Nach der Forderung des BSF nach dem Frauenstimmrecht in Kirchenangelegenheiten beschloss die Delegiertenversammlung, in dieser Frage mit den bürgerlichen Frauen gemeinsame Sache zu machen. 1908 wird der SAV aus dem SGB ausgeschlossen, da dieser keine Spezialverbände mehr dulden will.
Im Jahr 1917 beschliesst die Delegiertenversammlung die Auflösung des Vereins. Die Mitglieder werden kollektiv in die Sozialdemokratische Partei übernommen und organisieren sich in der Folge in Frauengruppen. Ab 1919 werden diese von der Zentralen Frauenagitationskommission unter der Leitung von Rosa Bloch koordiniert.

## Archiv
- Findmittel im Schweizerischen Sozialarchiv